# Vinterfrostmätare
Vinterfrostmätare, Theria primaria, är en fjärilsart som beskrevs av Adrian Hardy Haworth 1809. Vinterfrostmätare ingår i släktet Theria och familjen mätare, Geometridae. Arten är ännu inte påträffad i Sverige. Inga underarter finns listade i Catalogue of Life.

## Bildgalleri

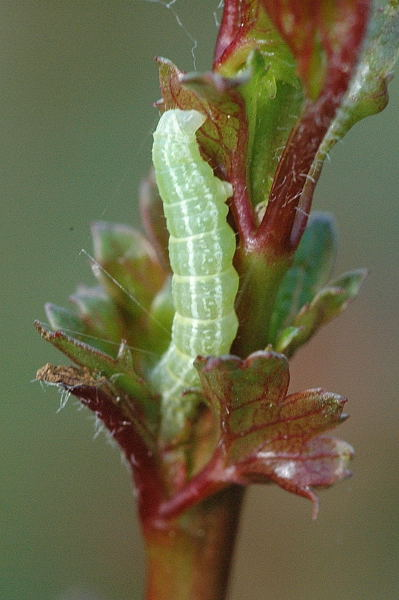
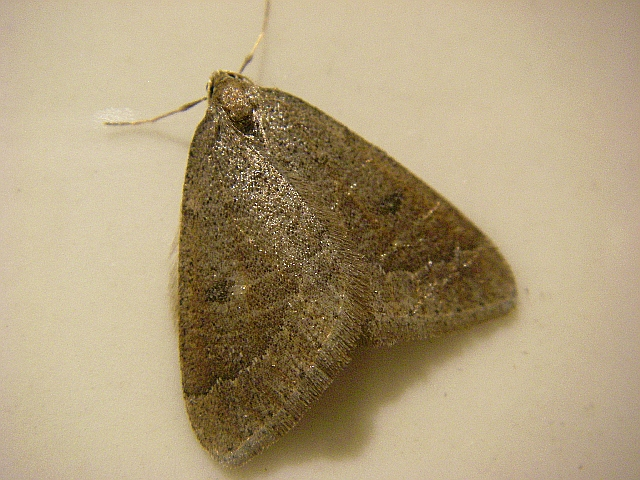
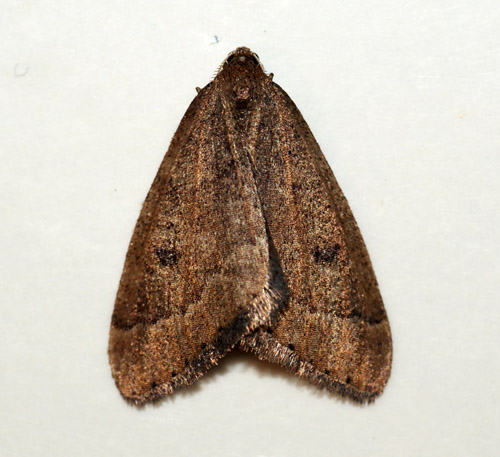